# Triaspis transita
Triaspis transita är en stekelart som beskrevs av Papp 1984. Triaspis transita ingår i släktet Triaspis och familjen bracksteklar. Inga underarter finns listade i Catalogue of Life.